# Lista miniștrilor de finanțe comune ale Austro-Ungariei (1867–1918)
După Compromisul austro-ungar din 1867, fiecare din cele două jumătăți ale Dublei Monarhii avea propriul ei guvern cu un ministru de finanțe. De la acest dualism făceau excepție doar Ministerul Casei Imperiale și Regale și al Externelor,  Ministerul Imperial și Regal de Război (numit până în 1911 Ministerul Imperial de Război) și – pentru finanțarea politicii externe, a Armatei Comune și a Marinei Militare – Ministerul de Finanțe comune (Ministerul Imperial și Regal de Finanțe), mai înainte numit Ministerul Imperial de Finanțe, al cărui șef era desemnat direct de către împărat și rege, fără ca la baza acestei desemnări să existe propunerea unui prim-ministru. Șefii celor trei ministere comune constituiau, împreună cu prim-miniștrii celor două jumătăți ale Dublei Monarhii, Consiliul Ministerial pentru Afaceri Comune. 
Cum în 31 octombrie 1918 Ungaria a pus capăt uniunii reale cu Austria, de la 1 noiembrie 1918 nu mai era de facto nici un motiv pentru a avea un Minister de Finanțe comun. Adunarea Națională Provizorie pentru Austria Germană a hotărât în 12 noiembrie 1918, ca Ministerele imperiale și regale să fie desființate. Paul Kuh-Chrobak, numit de împărat în 4 noiembrie 1918 la conducerea temporară a ministerului, a trebuit, începând cu 12 noiembrie 1918 până în 1920, să lichideze ministerul comun sub supravegherea funcționarilor din Ministerul de Finanțe al statului Austria Germană.

## Demnitari
Funcția de ministru imperial de finanțe (Reichsfinanzminister), a cărei denumire a fost schimbată mai tâziu în ministru de finanțe comun al Dublei Monarhii (gemeinsamer Finanzminister), echivalentă de la 26 februarie 1879 cu funcția de guvernator al Bosniei și Herțegovinei, a fost ocupată de:
- Franz Karl Becke 24 dec. 1867–15 ian. 1870 (†)
- Friedrich Ferdinand von Beust 15 ian. 1870–21 mai 1870 (interimar)
- Menyhért Lónyay 21 mai 1870–14 nov. 1871
- Gyula Andrássy 14 nov 1871 – 15 ian. 1872 (interimar)
- Ludwig von Holzgethan 15 ian. 1872–12 iun. 1876 (†)
- Gyula Andrássy 12 iun. 1876–14 aug. 1876 (interimar)
- Leopold Friedrich von Hofmann 14 aug. 1876–8 apr. 1880
- József Szlávy 8 apr. 1880–4 iun. 1882
- Benjámin Kállay 4 iun. 1882–13 iul. 1903 (†, ultimul ministru imperial de finanțe)
- Agenor Gołuchowski der Jüngere 14 iul. 1903–24 iul. 1903 (conducere interimară a Ministerului de Finanțe comun)[4]
- István Burián 24 iul. 1903–12 feb. 1912
- Leon Biliński 12 feb. 1912–7 feb. 1915
- Ernest von Koerber 7 feb. 1915–28 oct. 1916
- István Burián 28 oct. 1916 – 2 dec. 1916 (conducere interimară)
- Konrad zu Hohenlohe-Schillingsfürst 2 dec. 1916–22 dec. 1916
- István Burián 22 dec. 1916–7 sept. 1918; din 16 apr. 1918 ministru de externe căruia i s-a încredințat conducerea Ministerului de Finanțe comun
- Alexander Spitzmüller 7 sept. 1918 – 4 nov. 1918
- Paul Kuh-Chrobak 4 nov. 1918–1920, i s-a încredințat conducerea temporară; din 12 nov. 1918: șeful lichidării Ministerului de Finanțe comun